# Hémisphérotomie
L'hémisphérotomie est une des techniques chirurgicales permettant de traiter l'épilepsie réfractaire.
Elle consiste à exclure par voie neurochirurgicale tout un hémisphère cérébral pathologique. Cette déconnexion hémisphérique se pratique habituellement chez de très jeunes enfants nés avec un des deux hémisphères mal formé ou détruit par un accident anténatal ou encore lors d'encéphalite chronique (maladie de Rasmussen). En isolant l'hémisphère malade de l'hémisphère sain, le chirurgien permet à ce dernier de prendre le relais et de refonctionner normalement au prix de séquelles moins lourdes que les crises persistantes.

## Historique
Parmi les patients qui présentent une épilepsie partielle pharmacorésistante associée à une atteinte cérébrale hémisphérique unilatérale et un syndrome de déficience hémisphérique clinique (Rasmussen & Villemure, 1989 ; Duchowny, 2004), la déconnexion hémisphérique est une des possibilités de traitement chirurgical particulièrement efficace pour guérir l’épilepsie ; entre 77 et 80% des patients opérés sont libres de crises dans les premières séries rapportées (Engel, 1987 ; Wen, Rhoton, & Marino, 2004). Depuis les années 1960, cette procédure chirurgicale a été largement proposée chez des enfants présentant des épilepsies très sévères dites « catastrophiques » associées à une pathologie cérébrale hémisphérique congénitale ou acquise (Vining et al. 1997). Les bons résultats obtenus sur les crises d’épilepsie permettent ainsi d’appréhender une situation clinique tout à fait originale ; en effet, le devenir cognitif de ces patients qui vivent avec un seul hémisphère cérébral nous oblige à étudier les mécanismes de spécialisation hémisphérique qui déterminent en partie les possibilités de compensation et de réorganisation cognitive en post-opératoire.

### Techniques chirurgicales de déconnexion hémisphérique
En 1923, Dandy réalisa pour la première fois l’hémisphérectomie anatomique comme traitement de tumeur maligne hémisphérique chez 5 patients (Dandy, 1928). La première indication d’hémisphérectomie pour des crises d’épilepsie fut réalisée par Mc Kenzie en 1938 (Rasmussen, 1989). En 1950, Krynauw, démontra l’efficacité de cette procédure chirurgicale dans une population de 12 enfants présentant une hémiplégie cérébrale infantile, une épilepsie sévère et des troubles du comportement avec de très bons résultats sur les crises et une amélioration de l’état neurologique (Krynauw, 1950). Puis, l’efficacité de cette chirurgie fut tempérée par la description de nombreuses complications post-opératoires. Ainsi, la procédure classique d’hémisphérectomie anatomique a été progressivement abandonnée par les neurochirurgiens en raison des complications à long terme, parfois létales, principalement due à une hémosidérose cérébrale due à l’espace mort laissé en place du fait de l’ablation complète de l’hémisphère (Laine, Pruvot & Osson, 1964 ; Oppenheimer & Griffith, 1966 ; Rasmussen, 1983) de même qu’aux complications post-opératoires immédiates tel qu’un saignement intra-opératoire important (Cook et al. 2004 ; Piastra et al. 2004). Adams (1983) avait proposé de remplacer cet espace-mort sous-dural en espace épidural. En 1983, Rasmussen a développé la technique d’hémisphérectomie fonctionnelle en réalisant une exérèse anatomique partielle de l’hémisphère associée à une déconnexion des lobes restants. Par ailleurs, une technique d’hémidécortication fut à un moment proposée en réséquant seulement la matière grise permettant d’épargner le plus possible la substance blanche et de ne pas ouvrir le ventricule (Carson et al. 1996 ; Ignelzi & Bucy, 1968 ; Wilson, 1970) ; mais les enfants présentant une dysplasie hémisphérique diffuse étaient moins bien contrôlés sur le plan de leur épilepsie avec cette technique (Cosgrove & Villemure, 1993). En effet, des difficultés supplémentaires sont à prendre en considération chez les enfants qui naissent avec de graves malformations cérébrales hémisphériques en raison des anomalies morphologiques parenchymateuses et ventriculaires.
Afin de réduire l’ensemble de ces complications, de nouvelles techniques de déconnexion hémisphérique ont vu le jour, dans les années 1990, avec comme objectif de diminuer le volume de cerveau à réséquer tout en augmentant le ratio déconnexion/résection de l’hémisphère pathologique. Ces techniques chirurgicales requièrent une craniotomie de plus petite taille permettant de diminuer les saignements et évitant l’atteinte des sinus veineux. Ce concept a amené à abandonner le terme d’hémisphérectomie pour celui d’hémisphérotomie (Delalande et al. 1992) dont il existe plusieurs techniques (Villemure & Mascott, 1995 ; Delalande, Fohlen, Jalin & Pinard, 2001 ; Schramm, Kral & Clusmann, 2001 ; Cook et al. 2004). L’hémisphérotomie latérale péri-insulaire proposée par Villemure (Villemure & Mascott, 1995), celle d’hémisphérotomie par voie latérale modifiée par Cook (Cook et al. 2004) de même que l’hémisphérotomie par voie verticale parasagittale (HVP) de Delalande (Delalande et al. 2007) sont les procédures chirurgicales les plus fréquemment rapportées dans la littérature à ce jour.
Cook et al. (2004) ont comparé les trois techniques de déconnexion hémisphérique (anatomique, fonctionnelle et latérale) et ont démontré que l’hémisphérotomie par voie latérale présentait le pourcentage de complications le plus faible (respectivement 35%, 34%, 11%) et les troubles de la circulation de liquide céphalo-rachidien nécessitant une intervention de drainage, les moins fréquents (respectivement 78%, 9.4%, 22%); dans la série de Delalande et al. (2007), les complications représentaient 6% des cas et un shunt avait été nécessaire chez 16% des enfants. 

### Épilepsie
Les épilepsies lésionnelles hémisphériques habituellement traitées par déconnexion hémisphérique regroupent quatre principales étiologies que nous décrirons succinctement afin de comprendre leur relation avec le développement cérébral de l’enfant lorsqu’une telle indication chirurgicale est posée :
1) Malformation du cortex cérébral anténatal (figure A.1) : il s’agit d’une anomalie majeure du développement d’un hémisphère cérébral par trouble de la migration et de la différenciation neuronale conduisant à une organisation pathologique du cortex et des crises d’épilepsie sévères et rebelles dès les premiers jours ou premières semaines de vie. Dans certains cas, l’hémisphère est anormalement gros et on parle d’hémimégalencéphalie (un des deux hémisphère cérébral est plus gros que l'autre et malformé, généralement facilement identifiable à l'IRM).
2) Encéphalite de Rasmussen (figure A.2) : c’est une encéphalopathie épileptique et inflammatoire sévère, d’étiologie inconnue ; elle s’exprime par une épilepsie rebelle associée à une inflammation et une nécrose focale et extensive du cortex d’un hémisphère cérébral puis évoluant vers son atrophie responsable d’un déficit progressif neurologique, moteur et cognitif. Elle apparaît avant l’âge de 10 ans dans 85% des cas, chez des enfants ayant eu un développement normal auparavant.
3) Le Syndrome de Sturge-Weber (figure A.3), est une neurofibromatose, associant de façon variable une anomalie cutanée - angiome facial -, ophtalmologique - glaucome - et cérébrale - angiome pial hémisphérique. Les crises d’épilepsie surviennent le plus souvent dès la première année de vie sous forme d’état de mal hémicorporel sévère suivi d’un déficit permanent. Avant ces crises, les enfants peuvent avoir un développement proche de la normale bien que la pathologie soit anténatale (avant la naissance).
4) Une séquelle d’accident vasculaire (figure A.4) le plus souvent périnatal précoce (porencéphalie, thrombose de l’artère sylvienne, hémorragie cérébrale, méningite néo-natale), ou post-natal (accident ischémique ou hémorragique, syndrome Hémiconvulsions-Hémiplégie-Épilepsie, …). Les enfants présentent un tableau d’hémiplégie cérébrale infantile avec développement lent ou subnormal ; les crises d’épilepsie apparaissent secondairement et viennent aggraver les troubles neurologiques préexistants.

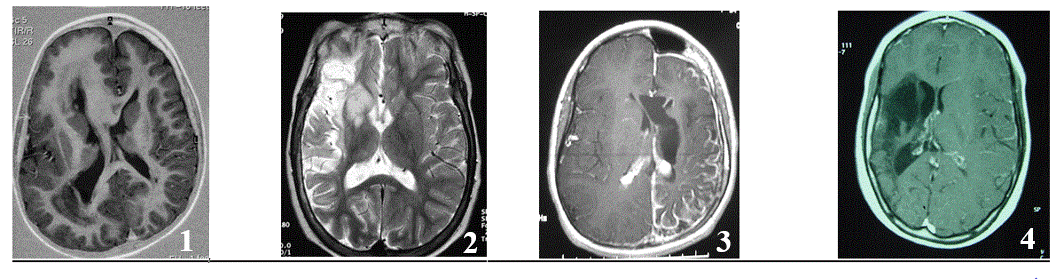
1: Malformation corticale unilatérale, 2 : Encéphalite de Rasmussen, 3 : Syndrome de Sturge-Weber, 4 : Séquelle d’accident vasculaire

Les images d’Imagerie par Résonance Magnétique (IRM) de la figure A illustrent ces quatre grands groupes étiologiques.
Ainsi, ces pathologies cérébrales conduisant à proposer une déconnexion hémisphérique constituent quatre groupes étiologiques que l’on peut différencier selon leur âge d’apparition : pathologie anténatale (figure A.1), post-natale tardive (figure A.2), péri ou post-natale précoce (figure A.3 et figure A.4).
Toutes techniques opératoires confondues, les déconnexions hémisphériques entraînent 50 à 80 % d'arrêt des crises (Holthausen et al 1997). Les facteurs intervenant dans le contrôle des crises ne sont pas complètement élucidés. Certains auteurs suggèrent des différences selon les étiologies mais aussi selon la technique opératoire. En ce qui concerne l’étiologie, les enfants opérés d’une malformation corticale unilatérale ont un moins bon devenir en termes de crises puisque la plupart des études rapportent un contrôle de l’épilepsie entre 50 et 68% des patients. C’est particulièrement dans ce groupe qu’il est difficile d’affirmer que l’hémisphère controlatéral est sain puisque l’électro-encéphalogramme (EEG) peut mettre en évidence des anomalies électriques bilatérales et des études neuropathologiques ont rapporté des anomalies de migration ou des hétérotopies minimes (Robain, Floquet, Heldt, & Rozenberg 1988; Jahan et al. 1997).
D’une façon générale, avec l’hémisphérotomie péri-insulaire par voie latérale, le pourcentage de patients libres de crises est compris entre 68 et 88% (Villemure & Mascott, 1995). Avec la technique d’hémisphérotomie par voie latérale modifiée, le pourcentage d’arrêt de crises était de 82,7% pour les enfants opérés d’une encéphalite de Rasmussen et de 66,7% pour ceux opérés d’une malformation corticale à 2 ans post-opératoire puis diminuait respectivement à 60,5 % et 62,5% à 5 ans post-opératoire (Jonas et al. 2004). Concernant l’hémisphérotomie par voie verticale parasagittale, 74% des patients étaient guéris de leur épilepsie et ce pourcentage ne se modifiait pas lorsque le recul post-opératoire s’allongeait (Delalande et al. 2007). Il apparaît que cette technique offre comme avantage de réaliser la même incision que l’hémisphérectomie anatomique (Wen, Rhoton & Marino, 2004) tout en laissant l'hémisphère en place avec son paquet vasculaire et permet d’exclure de façon systématique le cortex insulaire ; en effet, la résection de l’insula n’est pas toujours précisée dans les techniques d’hémisphérotomie latérale et sa persistance paraît être corrélée à la persistance des crises (Cats et al. 2007).

### Devenir neuropsychologique
L’étude du devenir neuropsychologique après une déconnexion hémisphérique permet d'analyser les mécanismes de spécialisation hémisphérique et de comprendre les possibilités de récupération cognitive de l'hémisphère fonctionnel restant (controlatéral).
Compte-tenu de la rareté de l’indication opératoire, des techniques chirurgicales qui ont évolué au fil des ans, du petit nombre de patients ayant bénéficié de tests neuropsychologiques détaillés et de leur hétérogénéité, les données restent encore parcimonieuses. L’étude du quotient intellectuel (QI) pré et post-opératoire montre peu de changement chez la majorité des patients avec une aggravation ou une amélioration notable chez un petit nombre d’entre eux (Bayard & Lassonde, 2001 ; Pulsifer et al. 2004).
Le langage est la fonction cognitive qui a été la plus étudiée. Dans les premières publications d’enfants opérés de déconnexion hémisphérique, il était noté une bonne récupération du langage quel que soit le côté opéré et l’âge à la chirurgie. A ce jour, différents facteurs (étiologie, durée de l’épilepsie, côté opéré, guérison de l’épilepsie après déconnexion hémisphérique) ont été identifiés comme jouant un rôle sur les habiletés linguistiques en post-opératoire. Les enfants opérés de déconnexion hémisphérique pour une pathologie cérébrale développementale (par exemple, une malformation du cortex cérébral anténatal) ont souvent les plus faibles QI et habiletés verbales comparés à ceux présentant une pathologie acquise dans l'enfance. Chez les enfants ayant un développement initial normal, l’âge de début des crises de même que la sévérité de l’épilepsie et sa durée sont à l’origine d’un déclin cognitif plus ou moins global en préopératoire avec une atteinte des fonctions langagières plus importantes lorsque l'hémisphère cérébral gauche est atteint. C’est l’exemple des enfants présentant une encéphalite de Rasmussen, chez qui la déconnexion hémisphérique va marquer l’arrêt du déclin cognitif caractéristique de cette maladie (Curtiss, de Bode, & Mathern, 2001). Malgré tout, l’ensemble des études plaide en faveur d’une spécialisation précoce de l’hémisphère gauche pour le langage c'est pourquoi certaines fonctions linguistiques (syntaxe, phonologie) restent déficitaires. Cependant d'autres fonctions langagières (lexique, vocabulaire, fluence, compréhension) vont être récupérées par l'hémisphère droit et permettent de retrouver un niveau de bonne communication verbale permettant la reprise d'apprentissages scolaires (Bulteau et al., 2015, Bulteau et al., 2017). D'autres fonctions langagières telle que la pragmatique du langage, peuvent être altérées car les deux hémisphères cérébraux sont impliqués (Save-Pédebos et al., 2016).
Dès 1976, Dennis & Whitaker ont rapporté des troubles électifs du langage selon le côté opéré chez trois enfants (1 cas d’hémisphérectomie droite et 2 cas d’hémisphérectomie gauche) présentant un syndrome de Sturge-Weber, opérés entre l’âge de 28 jours et 4mois1/2, et guéris de leur épilepsie: à l’âge de neuf ans, ces enfants avaient des capacités intellectuelles normales aux échelles de Wechsler, des capacités phonémiques et sémantiques semblables mais des troubles de la compréhension syntaxique présents chez les deux enfants opérés du côté gauche.
Quelques années plus tard, d’autres auteurs (Vargha-Khadem, Isaacs, Papaleloudi, Polkey, & Wilson, 1991) ont mis en évidence des difficultés spécifiques dans la compréhension des mots abstraits et des phrases de forme passive et/ou négative (ex : la souris n’est pas mangée par le chat) chez trois enfants opérés d’hémisphérectomie gauche comparés à trois enfants opérés à droite. Les auteurs remarquaient néanmoins que ces différences étaient faibles lorsque l’épilepsie avait débuté avant l’âge de deux ans.
Ainsi les enfants ayant eu une déconnexion hémisphérique gauche présenteraient des déficits plus prononcés et persistants du langage que ceux opérés à droite. Ils se caractérisaient notamment par de moins bonnes compétences en compréhension syntaxique, en dénomination (donner un nom à une image), en production spontanée (langage) , avec de plus faibles habiletés grammaticales.